# Lijst van voetbalinterlands Algerije - Palestina (vrouwen)
Deze lijst van voetbalinterlands is een overzicht van alle officiële voetbalinterlands tussen de nationale vrouwenteams van Algerije en Palestina. De landen hebben tot nu toe één keer tegen elkaar gespeeld. 

## Wedstrijden
| № | Plaats | Datum            | Competitie        | Wedstrijd            | Uitslag |
| - | ------ | ---------------- | ----------------- | -------------------- | ------- |
| 1 | Caïro  | 28 augustus 2021 | Vriendschappelijk | Algerije − Palestina | 4 − 1   |

## Samenvatting
| Competitie        | Totaal gespeeld | Winst Algerije | Gelijk | Winst Palestina | Doelsaldo Algerije – Palestina |
| ----------------- | --------------- | -------------- | ------ | --------------- | ------------------------------ |
| Vriendschappelijk | 1               | 1              | 0      | 0               | 4 − 1                          |
| Totaal            | 1               | 1              | 0      | 0               | 4 − 1                          |

FAF · A-internationals · Algerijns mannenelftal
1998 – 2009 · 2010 – 2019 · 2020 – 2029
Burkina Faso ·
Burundi ·
Congo-Kinshasa ·
Egypte ·
Equatoriaal-Guinea ·
Ethiopië ·
Frankrijk ·
Ghana · 
Ivoorkust ·
Jordanië ·
Kameroen ·
Kenia ·
Libanon ·
Mali ·
Marokko ·
Mauritanië ·
Mozambique ·
Namibië ·
Nigeria ·
Oeganda ·
Palestina ·
Senegal ·
Soedan ·
Tanzania ·
Tsjaad ·
Tunesië ·
Zuid-Afrika ·
Zuid-Soedan